# Alberto Oliart
Alberto Carlos Oliart Saussol (Mérida, 29 de julio de 1928-Madrid, 13 de febrero de 2021) fue un jurista y político español. Fue ministro del Gobierno de España en diversas ocasiones durante la transición y presidió la Corporación de Radio y Televisión Española entre 2009 y 2011.

## Biografía
Su padre era Antonio Oliart Ruiz, un conservador adinerado que había huido de Barcelona a causa de la represión que se desencadenó contra los derechistas tras el fracaso del golpe de Estado de julio de 1936 en la capital catalana. Se refugió primero en Mérida, recién tomada por las tropas franquistas. Allí el comandante de la Guardia Civil, Manuel Gómez Cantos, estuvo a punto de arrestarlo porque estaba convencido de que era un espía catalán. Antonio Oliart consiguió escapar de nuevo y recaló finalmente en Burgos, la capital de la España sublevada.
Licenciado en Derecho por la Universidad de Barcelona en 1950, tres años después ingresó por oposición en el Cuerpo de Abogados del Estado. Comenzó su carrera profesional en la delegación de Hacienda en Ciudad Real. En 1958 comenzó a trabajar en la Dirección General de lo Contencioso del Estado como abogado del Estado, para ser nombrado en 1963 jefe del Gabinete Técnico de la Subsecretaría de Hacienda. En 1965 abandona la Administración General del Estado pero no el servicio público: es nombrado director administrativo y financiero de la RENFE, empresa pública de la que es nombrado secretario general en 1967. En 1968 retoma sus funciones como abogado del Estado, esta vez en el Tribunal Supremo de España. En 1973 deja la Administración para trabajar en el sector privado, al ser nombrado consejero director general del Banco Hispano Americano y consejero del Banco Urquijo. En esta etapa profesional (1968-1969) fue también consejero de las empresas Explosivos Río Tinto, Río Tinto Minera, Cros, Barral Editores, Siemens España, Metro de Madrid y Tabacos de Filipinas.
Tras las elecciones de 1977, el presidente del Gobierno Adolfo Suárez lo nombra ministro de Industria y Energía, cargo en el que permanecerá sólo unos meses, hasta febrero de 1978. Posteriormente, en septiembre de 1980, se encargará del Ministerio de Sanidad. En el intervalo, en 1979, participó en la elaboración del Estatuto de Guernica para el País Vasco y fue elegido diputado en las elecciones generales de 1979 por la circunscripción de Badajoz. En diciembre de 1980 se afilió a la Unión de Centro Democrático (UCD). En 1981 fue nombrado ministro de Defensa por Leopoldo Calvo-Sotelo en su primer gobierno, en un momento tan delicado como aquel, después del golpe de Estado del 23 de febrero. Continuó en el cargo hasta la formación del primer gobierno de Felipe González tras la victoria del Partido Socialista Obrero Español (PSOE) en octubre de 1982. Durante su mandato se produjo el ingreso de España en la OTAN.
Tras dejar la política activa, volvió a su actividad como abogado y emprendió un negocio de cría de ganado en su finca Los Rafaeles, en Badajoz. Entre 1995 y 2004 estuvo asociado al abogado madrileño José Manuel Romero Moreno. Aficionado a la escritura, en 1997 obtuvo el X Premio Comillas de Biografía, Autobiografía y Memorias por «Contra el olvido», un libro autobiográfico, en el que rememora hechos que marcaron su vida desde la infancia hasta la edad adulta.
El 28 de julio de 1998 recibió la Medalla de Extremadura. En 2008 fue miembro del grupo de expertos que redactó una propuesta de reforma del Estatuto de Autonomía de Extremadura.
El día 11 de noviembre de 2009 se conoció el acuerdo de PSOE y Partido Popular (PP) para que sucediera a Luis Fernández como presidente de la Corporación de RTVE, siendo nombrado 13 días después. Durante su mandato, TVE dejó de emitir publicidad y se consolidó como líder de audiencia, pese a las críticas de manipulación de los informativos por parte del PP. Ocupó el cargo hasta 2011, presentando su dimisión el 6 de julio de ese año por motivos personales.
Escribió artículos de opinión en periódicos y revistas diversas. En los años noventa, su hija Isabel tuvo una relación sentimental con el cantautor Joaquín Sabina, con el cual tuvo dos hijas, Carmela Juliana y Rocío.
Falleció en la ciudad de Madrid el 13 de febrero de 2021, a los 92 años de edad, afectado por la COVID-19.

## Obras
- Oliart, Alberto, Los años que todo lo cambiaron: memoria política de la Transición, Barcelona, Tusquets, 2019, 1.ª, 426, 16 p. de lám. ISBN 9788490667576